# Darevskia portschinskii
Espèce
Synonymes
- Lacerta portschinskii Kessler, 1878
- Lacerta muralis var. depressa Boettger, 1899
- Lacerta portschinskii nigrita Bakradse, 1976

Statut de conservation UICN

 LC  : Préoccupation mineure
Darevskia portschinskii est une espèce de sauriens de la famille des Lacertidae.

## Répartition
Cette espèce se rencontre en Arménie, en Géorgie et en Azerbaïdjan.

## Liste des sous-espèces
Selon The Reptile Database (11 décembre 2012) :
- Darevskia portschinskii nigrita (Bakradse, 1976) du Sud de la Géorgie et du Nord de l'Arménie
- Darevskia portschinskii portschinskii (Kessler, 1878)

## Publications originales
- Kessler, 1878 : Путешествие по Закавказскому краю в 1875 году с зоологическою целью (A zoological expedition to the Transcaucasian Territory in 1875). Труды Санкт-Петербургского Общества Естествоиспытателей (Transactions of the St. Petersburg Society of Naturalists), vol. 8, p. 1-200.
- Bakradse, 1976 : A new lizard subspecies Lacerta portschinskii nigrita new subspecies from eastern Transcaucasia URSS. Vestnik Zoologii, n. 4, p. 54-57.